# La Classe (film)
Pour les articles homonymes, voir Classe.
Pour plus de détails, voir Fiche technique et Distribution.
La Classe (Es pecado... pero me gusta) est une comédie érotique érotique italo-espagnole de Juan Bosch Palau sortie en 1977. 

## Synopsis
Fabrizio loue les services d'une prostituée qui se fait passer pour sa femme et l'accompagne pour un week-end dans la maison de campagne de son ami Romolo, où est également invité Aristides Almirante, un important fonctionnaire du ministère de la santé, sur lequel repose l'approbation d'un nouveau médicament à l'efficacité douteuse, le Fagatin, dont Fabrizio détient le brevet.
Fabrizio espère que le fonctionnaire sera attiré par sa « femme », Lola, et qu'il signera donc l'autorisation du médicament en question. Le week-end s'avère plus compliqué que prévu et les infidélités conjugales se succèdent.

## Fiche technique
- Titre français : La Classe ou La dame a fait le plein[1]
- Titre original espagnol : Es pecado... pero me gusta[2]
- Titre italien : La signora ha fatto il pieno[3]
- Réalisation : Juan Bosch Palau
- Scénario : Juan Bosch Palau, Fabio Pittorru (it), Sergio Ricci
- Photographie : Gino Santini
- Montage : José Antonio Rojo
- Musique : Stelvio Cipriani
- Costumes : Piera Leoni
- Maquillage : Duilio Giustini
- Production : Teodoro Corrà, Antonio Girasante
- Sociétés de production : Estela Films, Interfinace Corporation
- Pays de production :  Espagne -  Italie
- Durée : 90 minutes
- Genre : Comédie érotique
- Format : Couleur - Son mono
- Dates de sortie : 
  - Italie : juillet 1977[4]
  - Espagne : 10 octobre 1977 (Barcelone) ; 9 janvier 1978 (Valence) ; 24 février 1978 (Madrid)
  - France : 17 octobre 1984[1]

## Distribution
- Carmen Villani : Lola
- Carlo Giuffré : Aristide
- Aldo Maccione : Romolo
- Esperanza Roy : Patty
- Simón Andreu : Fabrizio
- Fedra Lorente : Graziella, la femme de Fabrizio
- Josele Román : Esmeralda
- Rosa Morata : la bonne
- José Antonio Ceinos : Tomasino
- Francisco Jarque : l'hôtelier
- José María Cañete : Bubi
- Antonio Canal (es)

## Production
La villa de Romolo (Aldo Maccione) où se déroule une grande partie de l'intrigue est située à Caldes d'Estrac en Catalogne, Espagne,.